# Categoría Primera A (2008)
Kolumbia 2008
Mistrzem Kolumbii turnieju Apertura został klub Boyacá Chicó Tunja, natomiast wicemistrzem Kolumbii - klub América Cali.
Mistrzem Kolumbii turnieju Finalización został klub América Cali, natomiast wicemistrzem Kolumbii - klub Independiente Medellín.
Do Copa Libertadores w roku 2009 zakwalifikowały się następujące kluby:
- Boyacá Chicó Tunja (mistrz Apertura)
- América Cali (mistrz Finalización)
- Independiente Medellín (najlepszy w Reclasificación 2008)

Do Copa Sudamericana w roku 2009 zakwalifikowały się następujące kluby:
- La Equidad Bogotá (3. miejsce w Reclasificación 2008)
- Deportivo Cali (4. miejsce w Reclasificación 2008)

Kluby, które spadły do II ligi:
- Atlético Bucaramanga (ostatni w tabeli spadkowej)

Na miejsce spadkowiczów awansowały z drugiej ligi następujące kluby:
- Real Cartagena – mistrz II ligi

## Torneo Apertura 2008

### Apertura 1
| Data          | Mecz                                                                                                 |
| ------------- | --- |
| 1 lutego 2008 | Quindío Armenia – La Equidad Bogotá 1:1 Dairon Santoyo 75 – Roberto Polo 25                          |
| 2 lutego 2008 | Millonarios FC – Independiente Medellín 1:2 Jonathan Estrada 7 – Luis Córdoba 5, Jaime Castrillón 76 |
| 2 lutego 2008 | Atlético Nacional – Independiente Santa Fe 0:1 Léider Preciado 9                                     |
| 3 lutego 2008 | Deportivo Pasto – Boyacá Chicó Tunja 0:1 Raúl Villamil 60                                            |
| 3 lutego 2008 | Deportivo Pereira – Envigado 0:2 Giovanni Moreno 18, Néider Morantes 84k                             |
| 3 lutego 2008 | Cúcuta – Atlético Bucaramanga 0:1 Julio Caicedo 26                                                   |
| 3 lutego 2008 | Atlético Junior – Once Caldas 2:1 Háyder Palacio 22k, Herly Alcázar 78 – Johan Fano 50               |
| 3 lutego 2008 | América Cali – Atlético Huila 1:1 Luis Tejada 72 – Carlos Rentería 27                                |
| 3 lutego 2008 | Tolima Ibagué – Deportivo Cali 2:0 Franco Arizala 78, John Charria 90k                               |

### Apertura 2
| Data           | Mecz                                                                                               |
| -------------- | -------------------------------------------------------------------------------------------------- |
| 8 lutego 2008  | Deportivo Cali – Millonarios FC 0:0                                                                |
| 9 lutego 2008  | Independiente Santa Fe – América Cali 2:1 Luis Manuel Seijas 26, César Valoyes 90 – Luis Tejada 45 |
| 9 lutego 2008  | Envigado – Cúcuta 2:1 Jairo Palomino 34, Charles Monsalvo 52 – Danovis Banguero 7                  |
| 9 lutego 2008  | Independiente Medellín – Deportivo Pereira 2:0 Juan Esteban Ortíz 28, Omar Sebastián Pérez 58      |
| 10 lutego 2008 | Boyacá Chicó Tunja – Quindío Armenia 1:1 Jesús Sinisterra 58 – Diego Chará 14                      |
| 10 lutego 2008 | Atlético Huila – Deportivo Pasto 0:0                                                               |
| 10 lutego 2008 | Once Caldas – Atlético Nacional 1:0 Johan Fano 91                                                  |
| 10 lutego 2008 | Atlético Bucaramanga – Atlético Junior 1:0 Jorge Casanova 64                                       |
| 10 lutego 2008 | La Equidad Bogotá – Tolima Ibagué 2:0 Roberto Polo 7, Jherson Cordoba 64                           |

### Apertura 3
| Data           | Mecz |
| -------------- | --- |
| 15 lutego 2008 | Atlético Nacional – Atlético Bucaramanga 3:0 Sergio Galván Rey 6k, León Darío Muñoz 8, Sergio Galván Rey 88              |
| 16 lutego 2008 | Atlético Junior – Envigado 2:2 Herly Alcázar 89, Giovanni Hernández 90 – Orlando Ballesteros 60, Giovanni Moreno 79k     |
| 16 lutego 2008 | América Cali – Once Caldas 3:1 Víctor Cortés 45, 63, Luis Tejada 50 – Édison Chará 18                                    |
| 17 lutego 2008 | Tolima Ibagué – Quindío Armenia 0:1 Hanyer Mosquera 41                                                                   |
| 17 lutego 2008 | Millonarios FC – La Equidad Bogotá 2:1 Ricardo Ciciliano 68, Eduardo Blandón 90 – Roberto Polo 15                        |
| 17 lutego 2008 | Deportivo Pereira – Deportivo Cali 1:3 Eugenio Peralta 50 – Milton Rodríguez 45, Carlos Espínola 63, Milton Rodríguez 78 |
| 17 lutego 2008 | Cúcuta – Independiente Medellín 0:1 Omar Sebastián Pérez 75                                                              |
| 17 lutego 2008 | Deportivo Pasto – Independiente Santa Fe 1:2 Jorge Hernando Vidal 68 – Luís Fernando Mosquera 35, 68                     |
| 17 lutego 2008 | Boyacá Chicó Tunja – Atlético Huila 2:0 Miguel Caneo 65, Edwin Móvil 83                                                  |

### Apertura 4
| Data           | Mecz |
| -------------- | --- |
| 20 lutego 2008 | La Equidad Bogotá – Deportivo Pereira 2:3 Gabriel Torres 49, Stalin Motta 80 – Eugenio Peralta 59, Julián Barahona 78, Juan Guillermo Baena 83 |
| 20 lutego 2008 | Atlético Bucaramanga – América Cali 3:0 Alex Sinisterra 27, 70, José Herrera 50                                                                |
| 20 lutego 2008 | Quindío Armenia – Atlético Huila 1:1 Iván Velázquez 62 – Carlos Rentería 4                                                                     |
| 20 lutego 2008 | Independiente Santa Fe – Boyacá Chicó Tunja 2:2 Édison Toloza 32, Léider Preciado 62 – Miguel Caneo 45, 67                                     |
| 20 lutego 2008 | Once Caldas – Deportivo Pasto 3:1 Carlos Rodas 49, 75, Wilson Mena 80 – John Quiñónez 82                                                       |
| 20 lutego 2008 | Independiente Medellín – Atlético Junior 2:0 Ayron del Valle 13, Danilson Córdoba 42                                                           |
| 20 lutego 2008 | Deportivo Cali – Cúcuta 0:1 José Amarilla 90                                                                                                   |
| 20 lutego 2008 | Tolima Ibagué – Millonarios FC 1:1 Franco Arizala 37 – Efraín Cortés 35                                                                        |
| 20 lutego 2008 | Envigado – Atlético Nacional 1:0 Giovanni Moreno 48                                                                                            |

### Apertura 5
| Data           | Mecz |
| -------------- | --- |
| 23 lutego 2008 | América Cali – Envigado 3:0 Carlos Enrique Valdéz 32, Óscar Restrepo 67, Paulo Arango 90                                 |
| 23 lutego 2008 | Atlético Nacional – Independiente Medellín 1:0 Camilo Zúñiga 80                                                          |
| 24 lutego 2008 | Atlético Junior – Deportivo Cali 1:2 Alfredo Padilla 5 – Paolo Frangipane 66, Freddy Hurtado 70                          |
| 24 lutego 2008 | Millonarios FC – Quindío Armenia 1:1 Martín García 65 – Iván Velásquez 53                                                |
| 24 lutego 2008 | Deportivo Pereira – Tolima Ibagué 0:0                                                                                    |
| 24 lutego 2008 | Cúcuta – La Equidad Bogotá 0:1 Gabriel Torres 8                                                                          |
| 24 lutego 2008 | Deportivo Pasto – Atlético Bucaramanga 1:0 Óscar Martínez 86                                                             |
| 24 lutego 2008 | Boyacá Chicó Tunja – Once Caldas 1:0 Miguel Caneo 17                                                                     |
| 24 lutego 2008 | Atlético Huila – Independiente Santa Fe 2:3 Rodrigo Marangoni 66, 80 – Luís Fernando Mosquera 31, Léider Preciado 51, 90 |

### Apertura 6
| Data           | Mecz |
| -------------- | --- |
| 29 lutego 2008 | Independiente Medellín – América Cali 1:3 Mauricio Mendoza 84 – Luis Tejada 4, Víctor Cortés 20, Paulo Arango 22 |
| 1 marca 2008   | Atlético Bucaramanga – Boyacá Chicó Tunja 1:0 José Herrera 67                                                    |
| 1 marca 2008   | Deportivo Cali – Atlético Nacional 2:1 Milton Rodríguez 15, 21 – Humberto Mendoza 90                             |
| 2 marca 2008   | Quindío Armenia – Independiente Santa Fe 2:1 Óscar Espínola 6, Iván Velásquez 41 – Luis Mosquera 14              |
| 2 marca 2008   | Once Caldas – Atlético Huila 1:1 Gustavo Canales 83 – Felipe Pardo 3                                             |
| 2 marca 2008   | Envigado – Deportivo Pasto 0:1 Walden Vargas 55                                                                  |
| 2 marca 2008   | La Equidad Bogotá – Atlético Junior 2:0 Román Torres 61, Jersson Córdoba 81                                      |
| 2 marca 2008   | Tolima Ibagué – Cúcuta 0:0                                                                                       |
| 2 marca 2008   | Millonarios FC – Deportivo Pereira 3:0 Ariel Carreño 25, 71, Martín García 37                                    |

### Apertura 7
| Data         | Mecz |
| ------------ | --- |
| 7 marca 2008 | Independiente Santa Fe – Once Caldas 0:1 Rodrigo Millar 68                                                                                                 |
| 8 marca 2008 | Cúcuta – Millonarios FC 2:1 Lin Carlo Henry 38, Eudalio Arriaga 89 – Ricardo Ciciliano 21                                                                  |
| 8 marca 2008 | América Cali – Deportivo Cali 0:1 Freddy Hurtado 15 |
| 9 marca 2008 | Deportivo Pereira – Quindío Armenia 2:0 Jhon Mario Ramírez 46, Cristian López 82                                                                           |
| 9 marca 2008 | Atlético Junior – Tolima Ibagué 1:3 Jorge Díaz 56 – Jhon Charría 66, Fernando Oliveira 80, Franco Arizala 82                                               |
| 9 marca 2008 | Atlético Nacional – La Equidad Bogotá 0:1 Gabriel Torres 82                                                                                                |
| 9 marca 2008 | Deportivo Pasto – Independiente Medellín 1:1 Vicente Preciado 16 – Diego Álvarez 75                                                                        |
| 9 marca 2008 | Boyacá Chicó Tunja – Envigado 1:1 Néstor Salazar 12 – Giovanni Moreno 45                                                                                   |
| 9 marca 2008 | Atlético Huila – Atlético Bucaramanga 4:2 Carlos Rentería 15, Juan Núñez 60, Sebastián Botero 77, Felipe Pardo 79 – Sherman Cárdenas 12, Damián Cirillo 88 |

### Apertura 8
| Data          | Mecz |
| ------------- | --- |
| 14 marca 2008 | Deportivo Cali – Deportivo Pasto 1:1 Carlos Espínola 88 – Francisco Primera 45                                    |
| 15 marca 2008 | Independiente Medellín – Boyacá Chicó Tunja 0:0                                                                   |
| 15 marca 2008 | Tolima Ibagué – Atlético Nacional 1:2 Fernando Oliveira 47 – Carmelo Valencia 25k, Humberto Mendoza 63            |
| 16 marca 2008 | Quindío Armenia – Once Caldas 1:2 Ronaille Calheira 26 – Johan Fano 43, Luis Alberto Núñez 67                     |
| 16 marca 2008 | Atlético Bucaramanga – Independiente Santa Fe 1:2 Damián Cirillo 27 – Leonel Vielma 30, Luis Fernando Mosquera 36 |
| 16 marca 2008 | Envigado – Atlético Huila 1:1 Giovanni Moreno 74 – Rodrigo Marangoni 71                                           |
| 16 marca 2008 | La Equidad Bogotá – América Cali 4:0 Roberto Polo 26, Román Torres 48, Wilson Carpintero 56, Gabriel Torres 87    |
| 16 marca 2008 | Millonarios FC – Atlético Junior 3:1 Rafael Robayo 13, Martín García 16, Gerardo Bedoya 77 – Herly Alcázar 66     |
| 16 marca 2008 | Deportivo Pereira – Cúcuta 0:2 José Amarilla 55, Leandro Vargas 87                                                |

### Apertura 9
| Data          | Mecz                                                                                                   |
| ------------- | --- |
| 22 marca 2008 | Quindío Armenia – Boyacá Chicó Tunja 4:1 Iván Velásquez 12, 45, 58, Dairon Santoyo 47 – Edwin Móvil 11 |
| 22 marca 2008 | Deportivo Cali – América Cali 0:4 Gustavo Ramos 17, Luis Tejada 19k, 32, Gustavo Ramos 70              |
| 22 marca 2008 | Independiente Santa Fe – Millonarios FC 1:1 Luis Fernando Mosquera 76 – Roberto Carlos Cortés 39       |
| 23 marca 2008 | Atlético Bucaramanga – Cúcuta 1:1 Jorge Casanova 17 – Matías Urbano 3                                  |
| 23 marca 2008 | Atlético Huila – Tolima Ibagué 3:2 Carlos Rentería 7, 36, 82 – John Charria 33k, Christian Marrugo 51  |
| 23 marca 2008 | Once Caldas – Deportivo Pereira 1:1 Rodrigo Millar 13 – Juan Guillermo Baena 39                        |
| 23 marca 2008 | Envigado – Atlético Junior 1:0 Néider Morantes 39                                                      |
| 23 marca 2008 | La Equidad Bogotá – Deportivo Pasto 1:1 Gabriel Torres 45 – Leonardo Moreno 55                         |
| 23 marca 2008 | Independiente Medellín – Atlético Nacional 2:0 Diego Andrés Álvarez 34, Ormedis Madera 69              |

### Apertura 10
| Data          | Mecz |
| ------------- | --- |
| 29 marca 2008 | Atlético Huila – Independiente Medellín 1:1 Alexánder Jaramillo 35 – William Arboleda 10                                                                |
| 29 marca 2008 | Atlético Nacional – Millonarios FC 1:1 Camilo Zúñiga 90 – Ariel Carreño 72                                                                              |
| 29 marca 2008 | Independiente Santa Fe – Envigado 3:0 Léider Preciado 25, Daniel Néculman 56, Luis Seijas 68                                                            |
| 30 marca 2008 | Once Caldas – Atlético Bucaramanga 2:0 Johan Fano 39, Rodrigo Millar 64                                                                                 |
| 30 marca 2008 | Cúcuta – Quindío Armenia 4:3 Matías Urbano 15k, 55k, Diego Cabrera 37, José Amarilla 82 – Luis Ómar Valencia 39, Giovanni Santoya 46, Iván Velásquez 48 |
| 30 marca 2008 | Atlético Junior – Deportivo Pereira 1:0 Giovanni Hernández 18                                                                                           |
| 30 marca 2008 | América Cali – Tolima Ibagué 3:1 Jersson González 54, Víctor Cortés 63, Luis Tejada 89 – Christian Marrugo 69                                           |
| 30 marca 2008 | Deportivo Pasto – La Equidad Bogotá 1:2 Arnaldo Alonso 6 – Roberto Polo 19, 79                                                                          |
| 30 marca 2008 | Boyacá Chicó Tunja – Deportivo Cali 0:0 |

### Apertura 11
| Data            | Mecz                                                                                                 |
| --------------- | --- |
| 2 kwietnia 2008 | La Equidad Bogotá – Boyacá Chicó Tunja 2:1 Wilson Carpintero 44, Roberto Polo 67 – Jhonny Ramírez 6  |
| 2 kwietnia 2008 | Independiente Medellín – Independiente Santa Fe 2:0 Diego Álvarez 33, William Arboleda 46            |
| 2 kwietnia 2008 | Envigado – Once Caldas 2:0 Néider Morantes 34, 56k                                                   |
| 2 kwietnia 2008 | Millonarios FC – América Cali 3:1 Ricardo Ciciliano 5, 16, 80 – Adrián Ramos 1                       |
| 2 kwietnia 2008 | Quindío Armenia – Atlético Bucaramanga 2:0 Iván Velásquez 23, Luis Ómar Valencia 42                  |
| 2 kwietnia 2008 | Deportivo Cali – Atlético Huila 2:1 Sebastián Hernández 26, Paolo Frangipane 36 – Carlos Rentería 94 |
| 2 kwietnia 2008 | Tolima Ibagué – Deportivo Pasto 1:2 John Charria 30k – Leonardo Moreno 63, Arnaldo Alonso 74         |
| 2 kwietnia 2008 | Deportivo Pereira – Atlético Nacional 1:0 Eugenio Peralta 64                                         |
| 2 kwietnia 2008 | Cúcuta – Atlético Junior 0:0                                                                         |

### Apertura 12
| Data            | Mecz |
| --------------- | --- |
| 5 kwietnia 2008 | Atlético Huila – La Equidad Bogotá 1:0 Carlos Rentería 13                                                                                                   |
| 5 kwietnia 2008 | Boyacá Chicó Tunja – Tolima Ibagué 7:2 Marcos Pérez 4, Edwin Móvil 20, 36, Víctor Pacheco 46, 89, Mario García 69, Anuar Guerrero 84 – Franco Arizala 6, 18 |
| 5 kwietnia 2008 | Independiente Santa Fe – Deportivo Cali 2:0 Luis Seijas 14, Luis Fernando Mosquera 48                                                                       |
| 6 kwietnia 2008 | Atlético Nacional – Cúcuta 3:1 Carlos Villagra 45, 60, 73 – Lin Carlos Henry 23k                                                                            |
| 6 kwietnia 2008 | Atlético Junior – Quindío Armenia 2:2 Háyder Palacio 16k, Jorge Díaz 48 – Ronaille Calheira 68, Iván Velásquez 72                                           |
| 6 kwietnia 2008 | América Cali – Deportivo Pereira 4:1 César Henríquez 16, Jersson González 61k, Óscar Restrepo 78, Víctor Cortés 88 – Carlos Quintero 87                     |
| 6 kwietnia 2008 | Deportivo Pasto – Millonarios FC 2:0 Arnaldo Alonso 29, Óscar Martínez 89                                                                                   |
| 6 kwietnia 2008 | Atlético Bucaramanga – Envigado 2:1 Damián Cirillo 41, José Herrera 47 – Néider Morantes 68                                                                 |
| 6 kwietnia 2008 | Once Caldas – Independiente Medellín 1:1 Johan Fano 70 – Jaime Castrillón 77                                                                                |

### Apertura 13
| Data             | Mecz |
| ---------------- | --- |
| 12 kwietnia 2008 | La Equidad Bogotá – Independiente Santa Fe 0:0 |
| 12 kwietnia 2008 | Deportivo Cali – Once Caldas 3:0 Paolo Frangipane 43, Milton Rodríguez 61, Juan Domínguez 79                                                        |
| 12 kwietnia 2008 | Quindío Armenia – Envigado 2:2 Danny Santoya 30, 77 – Néider Morantes 13, Mauricio González 92                                                      |
| 12 kwietnia 2008 | Cúcuta – América Cali 1:1 Matías Urbano 41 – Paulo César Arango 53                                                                                  |
| 13 kwietnia 2008 | Independiente Medellín – Atlético Bucaramanga 5:0 Diego Álvarez 36, 67k, Juan Carlos Quintero 43, 75, Jackson Martínez 90k                          |
| 13 kwietnia 2008 | Tolima Ibagué – Atlético Huila 2:1 Franco Arizala 53, César Rivas 66 – Carlos Rentería 17                                                           |
| 13 kwietnia 2008 | Deportivo Pereira – Deportivo Pasto 5:2 Carlos Vilarete 21, 57, Juan Baena 60, Carlos Darwin Quintero 75, 81 – David Montoya 42, Manuel Galarcio 63 |
| 13 kwietnia 2008 | Atlético Junior – Atlético Nacional 3:0 Jorge Díaz 20, 35, Háyder Palacios 64                                                                       |
| 13 kwietnia 2008 | Millonarios FC – Boyacá Chicó Tunja 0:4 Víctor Pacheco 18, Marcos Pérez 45, Miguel Caneo 62, Anuar Guerrero 90                                      |

### Apertura 14
| Data             | Mecz |
| ---------------- | --- |
| 18 kwietnia 2008 | Envigado – Independiente Medellín 1:0 Orlando Ballesteros 59                                                                            |
| 19 kwietnia 2008 | Atlético Nacional – Quindío Armenia 1:0 Walter Moreno 87                                                                                |
| 19 kwietnia 2008 | América Cali – Atlético Junior 1:2 Adrián Ramos 38 – Háyder Palacios 53, Andrés Casañas 86                                              |
| 20 kwietnia 2008 | Deportivo Pasto – Cúcuta 1:0 Óscar Darío Martínez 32                                                                                    |
| 20 kwietnia 2008 | Boyacá Chicó Tunja – Deportivo Pereira 3:0 Edwin Móvil 30, Marcos Pérez 50, Miguel Caneo 78                                             |
| 20 kwietnia 2008 | Atlético Huila – Millonarios FC 3:3 Felipe Pardo 10, 47, Carlos Rentería 86 – Luis Asprilla 29, Jonathan Estrada 32, 87                 |
| 20 kwietnia 2008 | Independiente Santa Fe – Tolima Ibagué 2:0 Léider Preciado 10, Leonel Vielma 14                                                         |
| 20 kwietnia 2008 | Once Caldas – La Equidad Bogotá 1:1 Luis Alberto Núñez 56 – Wilson Carpintero 52                                                        |
| 20 kwietnia 2008 | Atlético Bucaramanga – Deportivo Cali 4:1 José Herrera 24, Sherman Cárdenas 40, Rodrigo Ruiz 43, Álex Sinisterra 89 – Juan Domínguez 54 |

### Apertura 15
| Data             | Mecz |
| ---------------- | --- |
| 25 kwietnia 2008 | Quindío Armenia – Independiente Medellín 1:0 Alexánder Mejía 10                                                                                     |
| 26 kwietnia 2008 | Millonarios FC – Independiente Santa Fe 0:2 Hernando Patiño 16, Léider Preciado 34                                                                  |
| 26 kwietnia 2008 | Cúcuta – Boyacá Chicó Tunja 3:0 Matías Urbano 6, 35, Diego Cabrera 28                                                                               |
| 27 kwietnia 2008 | Deportivo Cali – Envigado 2:1 Freddy Montero 27, 75 – Mauricio González 67                                                                          |
| 27 kwietnia 2008 | La Equidad Bogotá – Atlético Bucaramanga 1:0 Wilson Carpintero 72                                                                                   |
| 27 kwietnia 2008 | Tolima Ibagué – Once Caldas 4:3 Franco Arizala 30, Jhon Charria 52, 90, Fernando Oliveira 85 – Johan Fano 45, 57, 71                                |
| 27 kwietnia 2008 | Deportivo Pereira – Atlético Huila 3:3 Carlos Darwin Quintero 31, Carlos Vilarete 48, Jhony Alejandro Acosta 68 – Lewis Ochoa 24, 44, Juan Núñez 50 |
| 27 kwietnia 2008 | Atlético Junior – Deportivo Pasto 2:0 Háider Palacios 33, Alfredo Padilla 78                                                                        |
| 27 kwietnia 2008 | Atlético Nacional – América Cali 3:2 León Darío Muñoz 29, Carlos Villagra 57, Fernando Martel 76 – Adrián Ramos 35, Luis Tejada 38                  |

### Apertura 16
| Data        | Mecz                                                                                       |
| ----------- | ------------------------------------------------------------------------------------------ |
| 3 maja 2008 | América Cali – Quindío Armenia 3:1 Luís Tejada 45, 90, Adrián Ramos 92 – Iván Velásquez 42 |
| 3 maja 2008 | Deportivo Pasto – Atlético Nacional 0:1 Carlos Villagra 48                                 |
| 3 maja 2008 | Boyacá Chicó Tunja – Atlético Junior 2:1 Rodrigo Saraz 51, 64 – Jorge Díaz 19              |
| 4 maja 2008 | Atlético Huila – Cúcuta 1:0 Henry Rojas 44                                                 |
| 4 maja 2008 | Independiente Santa Fe – Deportivo Pereira 1:1 Maximiliano Flotta 89 – Jhony Acosta 36     |
| 4 maja 2008 | Once Caldas – Millonarios FC 0:2 Martín García 5, Ricardo Ciciliano 56                     |
| 4 maja 2008 | Atlético Bucaramanga – Tolima Ibagué 1:0 José Herrera 13                                   |
| 4 maja 2008 | Envigado – La Equidad Bogotá 0:1 Roberto Polo 83                                           |
| 4 maja 2008 | Independiente Medellín – Deportivo Cali 1:1 Elkin Calle 83 – Javier Delgado 60             |

### Apertura 17
| Data         | Mecz |
| ------------ | --- |
| 10 maja 2008 | Quindío Armenia – Deportivo Cali 0:0                                                                         |
| 10 maja 2008 | La Equidad Bogotá – Independiente Medellín 2:1 Nectalí Vizcaíno 26, Wilson Carpintero 58 – Ormedis Madera 15 |
| 10 maja 2008 | Tolima Ibagué – Envigado 1:2 Carlos González 88 – Giovanni Moreno 30, Néider Morantes 47                     |
| 10 maja 2008 | Millonarios FC – Atlético Bucaramanga 1:0 Rodrigo Astudillo 45                                               |
| 10 maja 2008 | Deportivo Pereira – Once Caldas 3:1 Julián Barahona 2, Carlos Vilarete 37, 69 – Gustavo Canales 66           |
| 10 maja 2008 | Cúcuta – Independiente Santa Fe 2:0 José Amarilla 59, 76                                                     |
| 10 maja 2008 | Atlético Junior – Atlético Huila 1:0 Háyder Palacios 14                                                      |
| 10 maja 2008 | Atlético Nacional – Boyacá Chicó Tunja 0:1 Ever Palacios 20                                                  |
| 10 maja 2008 | América Cali – Deportivo Pasto 2:0 Paulo Arango 58, Luis Tejada 70                                           |

### Apertura 18
| Data         | Mecz |
| ------------ | --- |
| 18 maja 2008 | Deportivo Pasto – Quindío Armenia 0:2 Iván Velásquez 40, 89                                                                                        |
| 18 maja 2008 | Boyacá Chicó Tunja – América Cali 3:2 Miguel Caneo 75, 83, 86 – Pedro Tavima 43, Duván Zapata 58                                                   |
| 18 maja 2008 | Atlético Huila – Atlético Nacional 1:0 Adrián Aranda 90                                                                                            |
| 18 maja 2008 | Independiente Santa Fe – Atlético Junior 1:2 Maximiliano Flotta 22 – Giovanni Hernández 54, Jhon Valencia 79                                       |
| 18 maja 2008 | Once Caldas – Cúcuta 1:2 Luis Alberto Núñez 21 – Brayner García 42, Matías Urbano 72                                                               |
| 18 maja 2008 | Envigado – Millonarios FC 1:0 Giovanni Moreno 92                                                                                                   |
| 18 maja 2008 | Atlético Bucaramanga – Deportivo Pereira 3:0 Bréiner Bonilla 67, Iván Garrido 74, José Herrera 90                                                  |
| 18 maja 2008 | Independiente Medellín – Tolima Ibagué 4:1 Diego Álvarez 4, Omar Sebastián Pérez 31, Jaime Castrillón 40, Ormedis Madera 71 – Christian Marrugo 58 |
| 18 maja 2008 | Deportivo Cali – La Equidad Bogotá 1:1 Milton Rodríguez 69 – Ronald Ramírez 20                                                                     |

### Tabela końcowa turnieju Apertura 2008
| Poz | Klub                   | Mecze | Zw | Rem | Por | Pkt | BrZd | BrStr |
| --- | ---------------------- | ----- | -- | --- | --- | --- | ---- | ----- |
| 1   | La Equidad Bogotá      | 18    | 10 | 5   | 3   | 35  | 25   | 13    |
| 2   | Boyacá Chicó Tunja     | 18    | 9  | 5   | 4   | 32  | 30   | 19    |
| 3   | Independiente Santa Fe | 18    | 9  | 4   | 5   | 31  | 25   | 18    |
| 4   | Independiente Medellín | 18    | 8  | 5   | 5   | 29  | 26   | 14    |
| 5   | Envigado               | 18    | 8  | 4   | 6   | 28  | 20   | 20    |
| 6   | Deportivo Cali         | 18    | 7  | 6   | 5   | 27  | 19   | 21    |
| 7   | América Cali           | 18    | 8  | 2   | 8   | 26  | 34   | 28    |
| 8   | Quindío Armenia        | 18    | 6  | 7   | 5   | 25  | 25   | 22    |
| 9   | Cúcuta                 | 18    | 7  | 4   | 7   | 25  | 20   | 17    |
| 10  | Atlético Bucaramanga   | 18    | 8  | 1   | 9   | 25  | 20   | 24    |
| 11  | Millonarios FC         | 18    | 6  | 6   | 6   | 24  | 23   | 23    |
| 12  | Atlético Junior        | 18    | 7  | 3   | 8   | 24  | 21   | 23    |
| 13  | Atlético Huila         | 18    | 5  | 8   | 5   | 23  | 25   | 25    |
| 14  | Atlético Nacional      | 18    | 7  | 1   | 10  | 22  | 16   | 19    |
| 15  | Once Caldas            | 18    | 5  | 4   | 9   | 19  | 20   | 28    |
| 16  | Deportivo Pasto        | 18    | 5  | 4   | 9   | 19  | 15   | 24    |
| 17  | Deportivo Pereira      | 18    | 5  | 4   | 9   | 19  | 21   | 33    |
| 18  | Tolima Ibagué          | 18    | 4  | 3   | 11  | 15  | 21   | 35    |

### Apertura Cuadrangulares

#### Apertura Cuadrangulares 1
| Data         | Mecz |
| ------------ | --- |
| 21 maja 2008 | La Equidad Bogotá – América Cali 0:2 Adrián Ramos 56, Luis Tejada 67                                              |
| 21 maja 2008 | Envigado – Independiente Santa Fe 2:0 Néider Morantes 30k, Mauricio González 43                                   |
| 21 maja 2008 | Quindío Armenia – Independiente Medellín 0:0                                                                      |
| 21 maja 2008 | Deportivo Cali – Boyacá Chicó Tunja 2:2 Hernán Córdoba 42, Juan Domínguez 53 – Jair Arrechea 46s, Miguel Caneo 58 |

#### Apertura Cuadrangulares 2
| Data         | Mecz |
| ------------ | --- |
| 24 maja 2008 | América Cali – Envigado 2:0 Iván Vélez 14, Paulo César Arango 58                                                                                    |
| 24 maja 2008 | Independiente Medellín – Deportivo Cali 5:0 Daniel Sanabria 26, Juan Carlos Quintero 32, Jaime Castrillón 51, Diego Álvarez 70, Mauricio Mendoza 89 |
| 25 maja 2008 | Independiente Santa Fe – La Equidad Bogotá 0:1 Wilson Carpintero 16                                                                                 |
| 25 maja 2008 | Boyacá Chicó Tunja – Quindío Armenia 2:1 Juan Alejandro Mahecha 24, Miguel Caneo 39 – Ronaylle Calheira 34                                          |

#### Apertura Cuadrangulares 3
| Data           | Mecz |
| -------------- | --- |
| 7 czerwca 2008 | América Cali – Independiente Santa Fe 3:0 Pablo Arango 76, Cortés 79, Adrián Ramos 82                                                                                   |
| 7 czerwca 2008 | Independiente Medellín – Boyacá Chicó Tunja 1:0 Iván Arturo Corredor Hurtado 40 mecz przerwany w drugiej połowie z powodu ulewnego deszczu - dokończony następnego dnia |
| 8 czerwca 2008 | Independiente Medellín – Boyacá Chicó Tunja 1:1 Iván Arturo Corredor Hurtado 40 – Néstor Salazar 65 dokończenie przerwanego meczu                                       |
| 8 czerwca 2008 | La Equidad Bogotá – Envigado 2:2 Stalin Motta 16, Roberto Polo 78 – Giovanni Moreno 35, 47                                                                              |
| 8 czerwca 2008 | Quindío Armenia – Deportivo Cali 1:1 Luis Omar Valencia 32 – Freddy Hurtado 59                                                                                          |

#### Apertura Cuadrangulares 4
| Data            | Mecz                                                                                        |
| --------------- | ------------------------------------------------------------------------------------------- |
| 21 czerwca 2008 | Envigado – La Equidad Bogotá 1:0 Giovanni Moreno 58                                         |
| 21 czerwca 2008 | Boyacá Chicó Tunja – Independiente Medellín 1:1 Miguel Caneo 46k – Omar Sebastián Pérez 79k |
| 22 czerwca 2008 | Independiente Santa Fe – América Cali 2:0 Léider Preciado 8, Francisco Nájera 32            |
| 22 czerwca 2008 | Deportivo Cali – Quindío Armenia 0:2 Iván Velásquez 42k – Luis Valencia 44                  |

#### Apertura Cuadrangulares 5
| Data            | Mecz |
| --------------- | --- |
| 25 czerwca 2008 | La Equidad Bogotá – Independiente Santa Fe 0:2 Léider Preciado 82, 87                                     |
| 25 czerwca 2008 | Envigado – América Cali 1:3 Mauricio González 30 – Victor Cortes 23, 65, Jhon Valencia 60                 |
| 25 czerwca 2008 | Quindío Armenia – Boyacá Chicó Tunja 1:1 Danny Santoya 42 – Rodrigo Saraz 80                              |
| 25 czerwca 2008 | Deportivo Cali – Independiente Medellín 2:1 Fredy Montero 32, Sergio Herrera 76 – Omar Sebastián Pérez 81 |

#### Apertura Cuadrangulares 6
| Data            | Mecz |
| --------------- | --- |
| 28 czerwca 2008 | Independiente Santa Fe – Envigado 2:2 César Valoyes 68, Édison Toloza 88 – Duván Hernández 38, Camilo Giraldo 80 |
| 28 czerwca 2008 | América Cali – La Equidad Bogotá 1:1 Carlos Preciado 76 – Stalin Motta 62k                                       |
| 28 czerwca 2008 | Boyacá Chicó Tunja – Deportivo Cali 2:1 Fran Pacheco 77, Danny Aguilar 90s – Armando Carrillo 65                 |
| 28 czerwca 2008 | Independiente Medellín – Quindío Armenia 2:0 Juan Esteban Ortiz 59, Iván Corredor 70                             |

#### Tabele końcowe Apertura Cuadrangulares
| Poz | Klub                   | Mecze | Zw | Rem | Por | Pkt | BrZd | BrStr |
| --- | ---------------------- | ----- | -- | --- | --- | --- | ---- | ----- |
| 1   | América Cali           | 6     | 4  | 1   | 1   | 13  | 11   | 4     |
| 2   | Envigado               | 6     | 2  | 2   | 2   | 8   | 8    | 9     |
| 3   | Independiente Santa Fe | 6     | 2  | 1   | 3   | 7   | 6    | 8     |
| 4   | La Equidad Bogotá      | 6     | 1  | 2   | 3   | 5   | 4    | 8     |

| Poz | Klub                   | Mecze | Zw | Rem | Por | Pkt | BrZd | BrStr |
| --- | ---------------------- | ----- | -- | --- | --- | --- | ---- | ----- |
| 1   | Boyacá Chicó Tunja     | 6     | 2  | 4   | 0   | 10  | 9    | 7     |
| 2   | Independiente Medellín | 6     | 2  | 3   | 1   | 9   | 10   | 4     |
| 3   | Quindío Armenia        | 6     | 1  | 3   | 2   | 6   | 5    | 6     |
| 4   | Deportivo Cali         | 6     | 1  | 2   | 3   | 5   | 6    | 13    |

### Apertura Finalisima
Źródło: http://www.colombia.com/futbol/torneo_apertura/2008/f_anteriores.asp
| América Cali – Boyacá Chicó Tunja 1:1 i 1:1, karne 2:4 |
| 2 lipca 2008 América Cali – Boyacá Chicó Tunja 1:1 (1:1) Sędzia: Wilmar Roldán Bramki: 0:1 Néstor Salazar 19, 1:1 Adrián Ramos 41 Czerwone kartki: Víctor Cortés 62 / Mario García 86, Frank Pacheco 95 Corporación Deportiva América de Cali (trener Diego Umaña): Adrian Berbia – Iván Vélez, Carlos Valdés, Jhon Viáfara, Pablo Armero, Jaime Córdoba, Jhon Valencia, Adrián Ramos, Víctor Cortés, Duván Zapata (13 Paulo Arango), Luis Tejada Boyacá Chicó Fútbol Club (trener Alberto Gamero): Edigson Velásquez – Pedro Pino, Mario García, Arley Palacios (4 Frank Pacheco), Jésus Brahaman Sinisterra, Jhonny Ramírez, Leonardo López, Henry Palacios, Miguel Caneo, Víctor Pacheco (75 Rodrigo Saraz), Néstor Salazar (87 Óscar Díaz)        |
| 6 lipca 2008 Boyacá Chicó Tunja – América Cali 1:1, karne 4:2 Sędzia: Albert Duarte Bramki: 1:0 Miguel Caneo 36k, 1:1 Luis Tejada 83k Czerwone kartki: Juan Mahecha 79 / Pablo Armero 88 Boyacá Chicó Fútbol Club (trener Alberto Gamero): Edigson Velásquez – Pedro Pino, Arley Palacios (2 Frank Pacheco, 49 Óscar Díaz), Ever Palacios, Jésus Brahaman Sinisterra, Juan Mahecha, Leonardo López, Henry Palacios, Miguel Caneo, Víctor Pacheco (77 Rodrigo Saraz), Néstor Salazar Corporación Deportiva América de Cali (trener Diego Umaña): Adrián Berbia – Iván Vélez, Carlos Valdés, Jhon Viáfara, Pablo Armero, Jaime Córdoba, Mauricio Arquez (53 Óscar Restrepo), Jersson González, Duván Zapata (9 Paulo Arango), Adrián Ramos, Luis Tejada |

Mistrzem Kolumbii turnieju Apertura w roku 2008 został klub Boyacá Chicó Tunja, natomiast wicemistrzem Kolumbii - klub América Cali.

## Torneo Finalización 2008

### Finalización 1
| Data          | Mecz |
| ------------- | --- |
| 19 lipca 2008 | Independiente Santa Fe – Atlético Nacional 5:0 Luis Mosquera 5, 69, Daniel Néculman 42, 61, Yulián Anchico 86 |
| 19 lipca 2008 | Independiente Medellín – Millonarios FC 0:1 Milton Rodríguez 32                                               |
| 19 lipca 2008 | Atlético Bucaramanga – Cúcuta 1:0 Carlos González 55                                                          |
| 19 lipca 2008 | Atlético Huila – América Cali 2:1 Herly Alcázar 17, Fabián Cuéllar 79 – Óscar Restrepo 68k                    |
| 19 lipca 2008 | Envigado – Deportivo Pereira 1:1 Santiago Silvera 9 – Félix Noguera 64                                        |
| 20 lipca 2008 | La Equidad Bogotá – Quindío Armenia 1:1 Diego Cochas 29 – Álex Mejía 48                                       |
| 20 lipca 2008 | Boyacá Chicó Tunja – Deportivo Pasto 1:0 Frankie Oviedo 35                                                    |
| 20 lipca 2008 | Once Caldas – Atlético Junior 2:1 Jorge Hernando Vidal 20, Johan Fano 80 – Jhon Valencia 73                   |
| 20 lipca 2008 | Deportivo Cali – Tolima Ibagué 1:2 Armando Carrillo 43 – Darío Alberto Bustos 61, Jorge Perlaza 88            |

### Finalización 2
| Data          | Mecz |
| ------------- | --- |
| 25 lipca 2008 | Quindío Armenia – Boyacá Chicó Tunja 2:1 César Vásquez 41s, Sebastián Hernández 67 – Edward Zea 75s                                |
| 26 lipca 2008 | Deportivo Pereira – Independiente Medellín 3:1 Juan Martín Parodi 27k, 56, Johnny Alejandro Acosta 57 – Omar Sebastián Pérez 66    |
| 26 lipca 2008 | Millonarios FC – Deportivo Cali 2:3 Leonardo Castro 7, Milton Rodríguez 90 – Diego Valdés 60, Sergio Herrera 63, Juan Domínguez 81 |
| 27 lipca 2008 | Deportivo Pasto – Atlético Huila 1:0 Giovanni Arrechea 88                                                                          |
| 27 lipca 2008 | América Cali – Independiente Santa Fe 2:0 Pablo Arango 20, Adrián Ramos 49                                                         |
| 27 lipca 2008 | Atlético Nacional – Once Caldas 2:0 Giovanni Moreno 59, Carlos Rentería 85                                                         |
| 27 lipca 2008 | Atlético Junior – Atlético Bucaramanga 2:0 Háyder Palacios 14, Teófilo Gutiérrez 52                                                |
| 27 lipca 2008 | Cúcuta – Envigado 2:2 Mauricio Romero Sellarés 59, William Román Zapata 75 – Jorge Horacio Serna 80, Camilo Giraldo 85             |
| 27 lipca 2008 | Tolima Ibagué – La Equidad Bogotá 1:0 Cristian Mejía 7                                                                             |

### Finalización 3
| Data            | Mecz |
| --------------- | --- |
| 2 sierpnia 2008 | Quindío Armenia – Tolima Ibagué 0:0 |
| 2 sierpnia 2008 | Deportivo Cali – Deportivo Pereira 5:0 Freddy Montero 7, 32, 34, Sergio Herrera 4, Carlos Ramírez 45                                     |
| 2 sierpnia 2008 | Atlético Huila – Boyacá Chicó Tunja 1:1 Herly Alcázar 2 – Frank Pacheco 6                                                                |
| 3 sierpnia 2008 | La Equidad Bogotá – Millonarios FC 2:3 Hugo Soto 38, Wilson Carpintero 63 – Leonardo Castro 26, Jonathan Estrada 49, Milton Rodríguez 68 |
| 3 sierpnia 2008 | Independiente Medellín – Cúcuta 1:0 Jackson Martínez 82                                                                                  |
| 3 sierpnia 2008 | Envigado – Atlético Junior 1:0 Jorge Horacio Serna 61                                                                                    |
| 3 sierpnia 2008 | Atlético Bucaramanga – Atlético Nacional 1:1 Sherman Cárdenas 56 – Giovanni Moreno 18                                                    |
| 3 sierpnia 2008 | Once Caldas – América Cali 2:0 Johan Fano 30, Wilson Mena 86                                                                             |
| 3 sierpnia 2008 | Independiente Santa Fe – Deportivo Pasto 0:0                                                                                             |

### Finalización 4
| Data             | Mecz |
| ---------------- | --- |
| 9 sierpnia 2008  | Atlético Huila – Quindío Armenia 2:2 Juan Gilberto Núñez 19, Felipe Benalcázar 88 – Danny Santoya 18, Sebastián Hernández 59 |
| 9 sierpnia 2008  | Deportivo Pasto – Once Caldas 0:0                                                                                            |
| 9 sierpnia 2008  | Millonarios FC – Tolima Ibagué 3:1 Iván Hurtado 9, Rafael Robayo 30, Milton Rodríguez 68 – Rodrigo Marangoni 66              |
| 10 sierpnia 2008 | Boyacá Chicó Tunja – Independiente Santa Fe 1:2 Néstor Salazar 69 – Daniel Néculman 22, Luis Seijas 63                       |
| 10 sierpnia 2008 | América Cali – Atlético Bucaramanga 1:1 Adrián Ramos 75 – Breyner Bonilla 19                                                 |
| 10 sierpnia 2008 | Atlético Nacional – Envigado 1:2 Sergio Galván Rey 80 – Jorge Horacio Serna 39, Mauricio González 55                         |
| 10 sierpnia 2008 | Atlético Junior – Independiente Medellín 2:1 Teófilo Gutiérrez 45, 74 – Omar Sebastián Pérez 80                              |
| 10 sierpnia 2008 | Cúcuta – Deportivo Cali 2:1 Pedro Portocarrero 53, Diego Cabrera 72 – Armando Carrillo 60                                    |
| 10 sierpnia 2008 | Deportivo Pereira – La Equidad Bogotá 1:1 Carlos Vilarete 74 – Wilson Carpintero 85                                          |

### Finalización 5
| Data             | Mecz                                                                                             |
| ---------------- | ------------------------------------------------------------------------------------------------ |
| 16 sierpnia 2008 | Quindío Armenia – Millonarios FC 1:2 Rodrigo Saráz 14 – Milton Rodríguez 46, Jonathan Estrada 84 |
| 16 sierpnia 2008 | Independiente Medellín – Atlético Nacional 0:1 Humberto Mendoza 46                               |
| 16 sierpnia 2008 | Once Caldas – Boyacá Chicó Tunja 1:0 Johan Fano 90                                               |
| 17 sierpnia 2008 | Tolima Ibagué – Deportivo Pereira 1:0 Rodrigo Marangoni 90                                       |
| 17 sierpnia 2008 | La Equidad Bogotá – Cúcuta 2:0 Gabriel Torres 1, Hugo Soto 39                                    |
| 17 sierpnia 2008 | Deportivo Cali – Atlético Junior 1:2 Freddy Montero 46 – Emerson Acuña 20, Teófilo Gutiérrez 77  |
| 17 sierpnia 2008 | Envigado – América Cali 0:0                                                                      |
| 17 sierpnia 2008 | Atlético Bucaramanga – Deportivo Pasto 1:0 Leonardo Mina Polo 19                                 |
| 17 sierpnia 2008 | Independiente Santa Fe – Atlético Huila 1:0 César Valoyes 82                                     |

### Finalización 6
| Data             | Mecz |
| ---------------- | --- |
| 22 sierpnia 2008 | América Cali – Independiente Medellín 1:0 Adrián Ramos 81                                                                                      |
| 23 sierpnia 2008 | Boyacá Chicó Tunja – Atlético Bucaramanga 1:2 Edwin Móvil 2 – José Franco 49, Carlos González 63                                               |
| 23 sierpnia 2008 | Atlético Nacional – Deportivo Cali 1:1 Sergio Galván Rey 72 – Fredy Montero 37                                                                 |
| 24 sierpnia 2008 | Independiente Santa Fe – Quindío Armenia 3:2 Daniel Néculman 39, César Valoyes 51, Édison Toloza 87 – Sebastián Hernández 41, Danny Santoya 48 |
| 24 sierpnia 2008 | Atlético Huila – Once Caldas 3:3 Herly Alcázar 47, Fabián Cuellar 51, Juan David Valencia 85 – Johan Fano 7, Ariel Carreño 73, Wilson Mena 87  |
| 24 sierpnia 2008 | Deportivo Pasto – Envigado 1:1 Eugenio Peralta 68k – Jorge Horacio Serna 6                                                                     |
| 24 sierpnia 2008 | Atlético Junior – La Equidad Bogotá 4:0 Háyder Palacios 33, Giovanni Hernández 40, Luis Yanes 44, Teófilo Gutiérrez 59                         |
| 24 sierpnia 2008 | Cúcuta – Tolima Ibagué 1:2 Diego Cabrera 13 – José Cáceres 2, Christian Marrugo 27                                                             |
| 24 sierpnia 2008 | Deportivo Pereira – Millonarios FC 3:2 Carlos Mario Vilarete 31, 45k, Carlos Darwin Quintero 67                                                |

### Finalización 7
| Data             | Mecz |
| ---------------- | --- |
| 30 sierpnia 2008 | La Equidad Bogotá – Atlético Nacional 1:0 Stalin Motta 24k                                                  |
| 30 sierpnia 2008 | Deportivo Cali – América Cali 2:0 Fredy Montero 73, Armando Carrillo 84                                     |
| 30 sierpnia 2008 | Millonarios FC – Cúcuta 3:0 Gerardo Bedoya 6, Milton Rodríguez 44k, Rafael Robayo 88                        |
| 31 sierpnia 2008 | Quindío Armenia – Deportivo Pereira 2:0 Danny Santoya 61, Carlos Rodas 73                                   |
| 31 sierpnia 2008 | Tolima Ibagué – Atlético Junior 2:1 Rodrigo Marangoni 20, Faustino Arizala 41 – Ricardo Carlos Cortés 13    |
| 31 sierpnia 2008 | Independiente Medellín – Deportivo Pasto 3:1 Jackson Martínez 33, 68, Carlos Hidalgo 85 – Jorge Mosquera 63 |
| 31 sierpnia 2008 | Envigado – Boyacá Chicó Tunja 1:2 Jorge Horacio Serna 77 – Marcos Pérez 64, 66                              |
| 31 sierpnia 2008 | Atlético Bucaramanga – Atlético Huila 1:1 Sherman Cárdenas 86 – Fabián Cuellar 45                           |
| 31 sierpnia 2008 | Once Caldas – Independiente Santa Fe 0:0                                                                    |

### Finalización 8
| Data             | Mecz                                                                                         |
| ---------------- | -------------------------------------------------------------------------------------------- |
| 12 września 2008 | Deportivo Pasto – Deportivo Cali 2:0 David Montoya 63, Éder Ruales 92                        |
| 13 września 2008 | América Cali – La Equidad Bogotá 1:1 Adrián Ramos 74 – Wilson Carpintero 17                  |
| 13 września 2008 | Atlético Junior – Millonarios FC 1:0 Luis Yanes 17                                           |
| 14 września 2008 | Once Caldas – Quindío Armenia 1:1 Ricardo Ciciliano 27 – Danny Santoya 62                    |
| 14 września 2008 | Independiente Santa Fe – Atlético Bucaramanga 0:0                                            |
| 14 września 2008 | Atlético Huila – Envigado 1:0 Juan David Valencia 82                                         |
| 14 września 2008 | Boyacá Chicó Tunja – Independiente Medellín 1:1 Marcos Pérez 40 – Juan Guillermo Cuadrado 21 |
| 14 września 2008 | Atlético Nacional – Tolima Ibagué 2:1 Luis Perea 38, David Córdoba 85 – Rodrigo Marangoni 31 |
| 14 września 2008 | Cúcuta – Deportivo Pereira 0:2 Carlos Darwin Quintero 59, 89                                 |

### Finalización 9
| Data             | Mecz |
| ---------------- | --- |
| 19 września 2008 | Tolima Ibagué – Atlético Huila 3:1 Franco Arizala 1, 90, Rodrigo Marangoni 13 – Juan David Valencia 10                        |
| 20 września 2008 | Millonarios FC – Independiente Santa Fe 0:1 César Valoyes 90                                                                  |
| 20 września 2008 | América Cali – Deportivo Cali 4:1 Jersson González 21, Wilmer Parra 33, Adrián Ramos 41, Víctor Cortés 70 – Freddy Montero 52 |
| 21 września 2008 | Deportivo Pereira – Once Caldas 1:1 Leonardo Medina 60 – Wilson Mena 72                                                       |
| 21 września 2008 | Cúcuta – Atlético Bucaramanga 0:0                                                                                             |
| 21 września 2008 | Atlético Junior – Envigado 1:0 Giovanni Hernández 18                                                                          |
| 21 września 2008 | Atlético Nacional – Independiente Medellín 1:2 Sergio Galván Rey 75 – Jackson Martínez 47, Omar Sebastián Pérez 72            |
| 21 września 2008 | Deportivo Pasto – La Equidad Bogotá 0:0                                                                                       |
| 21 września 2008 | Boyacá Chicó Tunja – Quindío Armenia 1:0 Miguel Caneo 69                                                                      |

### Finalización 10
| Data             | Mecz |
| ---------------- | --- |
| 24 września 2008 | Quindío Armenia – Cúcuta 0:0                                                                                             |
| 24 września 2008 | Deportivo Pereira – Atlético Junior 2:1 Leonardo Medina 46, Carlos Darwin Quintero 92 – Teófilo Gutiérrez 26             |
| 24 września 2008 | Millonarios FC – Atlético Nacional 0:0                                                                                   |
| 24 września 2008 | Tolima Ibagué – América Cali 0:0                                                                                         |
| 24 września 2008 | La Equidad Bogotá – Deportivo Pasto 0:1 Nelson Ramos 47                                                                  |
| 24 września 2008 | Independiente Medellín – Atlético Huila 1:0 Juan Carlos Quintero 8                                                       |
| 24 września 2008 | Envigado – Independiente Santa Fe 0:0                                                                                    |
| 24 września 2008 | Atlético Bucaramanga – Once Caldas 3:1 Bréiner Bonilla 69, Félix Micolta 82, Andrés Sarmiento 90 – Luis Alberto Núñez 31 |
| 25 września 2008 | Deportivo Cali – Boyacá Chicó Tunja 4:0 Fredy Montero 36k, 41, 51, Pablo Martin Batalla 65                               |

### Finalización 11
| Data             | Mecz |
| ---------------- | --- |
| 27 września 2008 | Independiente Santa Fe – Independiente Medellín 1:0 Daniel Néculman                                       |
| 27 września 2008 | Atlético Junior – Cúcuta 0:1 Lionard Pajoy 10                                                             |
| 28 września 2008 | Atlético Bucaramanga – Quindío Armenia 0:0                                                                |
| 28 września 2008 | Once Caldas – Envigado 2:1 Ricardo Ciciliano 37, Wilson Mena 43 – Luis Omar Valencia 32                   |
| 28 września 2008 | Atlético Huila – Deportivo Cali 0:1 Freddy Montero 48                                                     |
| 28 września 2008 | Boyacá Chicó Tunja – La Equidad Bogotá 0:1 Elkin Serrano 69                                               |
| 28 września 2008 | Deportivo Pasto – Tolima Ibagué 1:2 Yovanny Arrechea 81 – Juan Carlos Ramírez 65, Darío Alberto Bustos 88 |
| 28 września 2008 | Atlético Nacional – Deportivo Pereira 0:1 Leonardo Medina 31                                              |
| 28 września 2008 | América Cali – Millonarios FC 1:0 Adrián Ramos 78                                                         |

### Finalización 12
| Data                | Mecz |
| ------------------- | --- |
| 3 października 2008 | Millonarios FC – Deportivo Pasto 4:0 Elinho 22, 27, Milton Rodríguez 56, Jonathan Estrada 68                                        |
| 4 października 2008 | Deportivo Cali – Independiente Santa Fe 1:0 Pablo Batalla 37                                                                        |
| 4 października 2008 | Independiente Medellín – Once Caldas 3:2 Jackson Martínez 29, Ayron del Valle 65, Diego Álvarez 77 – Johan Fano 70, Jhon Viáfara 78 |
| 5 października 2008 | Quindío Armenia – Atlético Junior 2:1 Sebastián Hernández 45, Rodrigo Saraz 61 – Giovanni Hernández 30                              |
| 5 października 2008 | Cúcuta – Atlético Nacional 0:1 Giovanni Moreno 11                                                                                   |
| 5 października 2008 | Deportivo Pereira – América Cali 2:1 Leonardo Medina 23, Carlos Darwin Quintero 63 – Iván Vélez 57                                  |
| 5 października 2008 | Tolima Ibagué – Boyacá Chicó Tunja 1:0 Jorge Perlaza 26                                                                             |
| 5 października 2008 | La Equidad Bogotá – Atlético Huila 2:2 Wilson Carpintero 1, Carlos Córdoba 23s – Elías Comínguez 32, Juan Núñez 90                  |
| 5 października 2008 | Envigado – Atlético Bucaramanga 4:1 Mauricio González 13, 61, Félix Micolta 15s, Jorge Horacio Serna 70                             |

### Finalización 13
| Data                 | Mecz |
| -------------------- | --- |
| 17 października 2008 | Atlético Bucaramanga – Independiente Medellín 1:4 Sherman Cárdenas 58 – Diego Álvarez 32, Arley Palacios 38, Luis Danilson Córdoba 80, Jackson Martínez 84 |
| 18 października 2008 | Once Caldas – Deportivo Cali 1:4 Wilson Mena 7 – Sergio Herrera 6, Sergio Herrera 32, Sergio Herrera 65, Juan Guillermo Domínguez 85                       |
| 18 października 2008 | Independiente Santa Fe – La Equidad Bogotá 0:1 Roberto Polo 78                                                                                             |
| 19 października 2008 | Envigado – Quindío Armenia 1:2 Marco Echavarría 69 – Carlos Rodas 28, Danny Santoya 90                                                                     |
| 19 października 2008 | Atlético Huila – Tolima Ibagué 3:2 Juan Cominges 4k, Herly Alcázar 11, Víctor Alfonso Guazá 19 – Franco Arizala 67, Rodrigo Marangoni 77k                  |
| 19 października 2008 | Boyacá Chicó Tunja – Millonarios FC 2:1 Yedinsson Palacios 52, Leonardo Fabio Moreno 53 – José Mera 50                                                     |
| 19 października 2008 | Deportivo Pasto – Deportivo Pereira 0:0 |
| 19 października 2008 | América Cali – Cúcuta 1:0 Wilmer Parra 67 |
| 19 października 2008 | Atlético Nacional – Atlético Junior 2:1 Giovanni Moreno 66, Sergio Galván Rey 82 – Giovanni Hernández 27                                                   |

### Finalización 14
| Data                 | Mecz |
| -------------------- | --- |
| 22 października 2008 | La Equidad Bogotá – Once Caldas 1:0 Wilson Carpintero 18                                                                                                  |
| 22 października 2008 | Atlético Junior – América Cali 4:3 Teófilo Gutiérrez 8, 58, Luis Yanes 34, Háyder Palacio 43k – Paulo César Arango 11, Óscar Restrepo 27, Wilmer Parra 81 |
| 22 października 2008 | Cúcuta – Deportivo Pasto 1:0 Yamilson Rivera 75 |
| 22 października 2008 | Deportivo Cali – Atlético Bucaramanga 3:0 Danny Aguilar 13, Freddy Montero 19, Sergio Herrera 69                                                          |
| 22 października 2008 | Deportivo Pereira – Boyacá Chicó Tunja 1:2 Julián Barahona 25 – Leonardo Fabio Moreno 13, 59                                                              |
| 22 października 2008 | Independiente Medellín – Envigado 1:1 Diego Álvarez 61 – Dorlan Pabón 69                                                                                  |
| 22 października 2008 | Millonarios FC – Atlético Huila 1:0 Elinho 72 |
| 22 października 2008 | Tolima Ibagué – Independiente Santa Fe 2:0 Jair Arrechea 9, Andrés Felipe González 38s                                                                    |
| 23 października 2008 | Quindío Armenia – Atlético Nacional 0:3 Giovanni Moreno 20, 80, Sergio Galván Rey 90+2                                                                    |

### Finalización 15
| Data                 | Mecz                                                                                         |
| -------------------- | -------------------------------------------------------------------------------------------- |
| 25 października 2008 | Envigado – Deportivo Cali 2:0 Jorge Horacio Serna 60, 81                                     |
| 25 października 2008 | Independiente Santa Fe – Millonarios FC 1:1 Luis Manuel Seijas 16 – Milton Rodríguez 25k     |
| 26 października 2008 | Independiente Medellín – Quindío Armenia 2:0 Daniel Sanabria 54, Omar Sebastián Pérez 90+2k  |
| 26 października 2008 | Atlético Bucaramanga – La Equidad Bogotá 0:1 Roberto Polo 71                                 |
| 26 października 2008 | Once Caldas – Tolima Ibagué 2:0 Ricardo Ciciliano 80, 83k                                    |
| 26 października 2008 | Atlético Huila – Deportivo Pereira 1:1 Víctor Alfonso Guazá 12 – Carlos Darwin Quintero 36   |
| 26 października 2008 | Boyacá Chicó Tunja – Cúcuta 2:0 Juan Galicia 58, Leonardo Fabio Moreno 79                    |
| 26 października 2008 | Deportivo Pasto – Atlético Junior 1:1 Leiner Gómez 90+1 – Háyder Palacio 62k                 |
| 26 października 2008 | América Cali – Atlético Nacional 3:0 Pablo Armero 30, Jersson González 33k, Víctor Cortés 86 |

### Finalización 16
| Data                 | Mecz                                                                                         |
| -------------------- | -------------------------------------------------------------------------------------------- |
| 31 października 2008 | Atlético Nacional – Deportivo Pasto 2:1 Sergio Galván Rey 16, 80k – Jorge Mosquera 58        |
| 1 listopada 2008     | Quindío Armenia – América Cali 0:2 Wilmer Parra Cadena 12, Pablo Armero 59                   |
| 1 listopada 2008     | Deportivo Cali – Independiente Medellín 0:2 Juan Quintero 54, Luis Córdoba 64                |
| 2 listopada 2008     | Atlético Junior – Boyacá Chicó Tunja 1:0 Luis Yanes 9                                        |
| 2 listopada 2008     | Cúcuta – Atlético Huila 2:0 Flavio Córdoba 38, José Amarilla 84                              |
| 2 listopada 2008     | Deportivo Pereira – Independiente Santa Fe 2:0 Anselmo Almeida 33, Carlos Darwin Quintero 59 |
| 2 listopada 2008     | Millonarios FC – Once Caldas 0:0                                                             |
| 2 listopada 2008     | Tolima Ibagué – Atlético Bucaramanga 0:0                                                     |
| 3 listopada 2008     | La Equidad Bogotá – Envigado 2:0 Wilson Carpintero 54, 81                                    |

### Finalización 17
| Data             | Mecz |
| ---------------- | --- |
| 8 listopada 2008 | Boyacá Chicó Tunja – Atlético Nacional 0:1 Luis Alberto Perea 36                                                   |
| 9 listopada 2008 | Deportivo Cali – Quindío Armenia 2:0 Juan Domínguez 12, Fredy Montero 25                                           |
| 9 listopada 2008 | Independiente Medellín – La Equidad Bogotá 2:1 Omar Sebastián Pérez 77k, Diego Andrés Álvarez 88 – Román Torres 52 |
| 9 listopada 2008 | Envigado – Tolima Ibagué 1:0 Néider Morantes 55k                                                                   |
| 9 listopada 2008 | Atlético Bucaramanga – Millonarios FC 1:1 Andrés Sarmiento 68 – Milton Rodríguez 65                                |
| 9 listopada 2008 | Once Caldas – Deportivo Pereira 1:0 Iván Velásquez 40                                                              |
| 9 listopada 2008 | Independiente Santa Fe – Cúcuta 3:0 Edgar Francisco Delgado 1, Cristian Nazarith 51, Yulian Anchico 86             |
| 9 listopada 2008 | Atlético Huila – Atlético Junior 0:1 Alfredo Padilla 23                                                            |
| 9 listopada 2008 | Deportivo Pasto – América Cali 0:0                                                                                 |

### Finalización 18
| Data              | Mecz |
| ----------------- | --- |
| 15 listopada 2008 | Tolima Ibagué – Independiente Medellín 2:0 Rodrigo Marangoni 30k, Franco Arizala 41                                                      |
| 16 listopada 2008 | Quindío Armenia – Deportivo Pasto 1:0 Sebastián Hernández 7k                                                                             |
| 16 listopada 2008 | América Cali – Boyacá Chicó Tunja 4:2 Harrison Otálvaro 45k, Gustavo Ramos 50, 63, Paulo Arango 82 – Frank Pacheco 54, Raúl Asprilla 90k |
| 16 listopada 2008 | Atlético Nacional – Atlético Huila 2:0 Luis Alberto Perea 10, 39                                                                         |
| 16 listopada 2008 | Atlético Junior – Independiente Santa Fe 3:1 Teófilo Gutiérrez 19, 87, Luis Yanes 53 – Cristian Nazarith 62                              |
| 16 listopada 2008 | Cúcuta – Once Caldas 0:1 Ricardo Manuel Ciciliano 86                                                                                     |
| 16 listopada 2008 | Millonarios FC – Envigado 2:1 Rafael Robayo 1, Elinho 21 – Carlos Álvarez 73                                                             |
| 16 listopada 2008 | Deportivo Pereira – Atlético Bucaramanga 3:0 Juan Martín Parodi 7k, Carlos Darwin Quintero 67k, Leandro Medina 90                        |
| 16 listopada 2008 | La Equidad Bogotá – Deportivo Cali 1:0 Stalin Motta 78                                                                                   |

### Tabela końcowa turnieju Finalización 2008
| Poz | Klub                   | Mecze | Zw | Rem | Por | Pkt | BrZd | BrStr |
| --- | ---------------------- | ----- | -- | --- | --- | --- | ---- | ----- |
| 1   | Tolima Ibagué          | 18    | 10 | 3   | 5   | 33  | 22   | 16    |
| 2   | Atlético Junior        | 18    | 10 | 1   | 7   | 31  | 27   | 19    |
| 3   | Atlético Nacional      | 18    | 9  | 3   | 6   | 30  | 20   | 19    |
| 4   | América Cali           | 18    | 8  | 5   | 5   | 29  | 25   | 17    |
| 5   | Independiente Medellín | 18    | 9  | 2   | 7   | 29  | 24   | 19    |
| 6   | Deportivo Pereira      | 18    | 8  | 5   | 5   | 29  | 23   | 20    |
| 7   | La Equidad Bogotá      | 18    | 8  | 5   | 5   | 29  | 18   | 16    |
| 8   | Deportivo Cali         | 18    | 9  | 1   | 8   | 28  | 30   | 21    |
| 9   | Millonarios FC         | 18    | 8  | 4   | 6   | 28  | 26   | 18    |
| 10  | Once Caldas            | 18    | 7  | 6   | 5   | 27  | 20   | 20    |
| 11  | Independiente Santa Fe | 18    | 7  | 5   | 6   | 26  | 18   | 15    |
| 12  | Envigado               | 18    | 5  | 6   | 7   | 21  | 19   | 19    |
| 13  | Quindío Armenia        | 18    | 5  | 6   | 7   | 21  | 16   | 22    |
| 14  | Boyacá Chicó Tunja     | 18    | 6  | 2   | 10  | 20  | 17   | 24    |
| 15  | Atlético Bucaramanga   | 18    | 4  | 8   | 6   | 20  | 13   | 23    |
| 16  | Deportivo Pasto        | 18    | 3  | 7   | 8   | 16  | 9    | 17    |
| 17  | Atlético Huila         | 18    | 3  | 6   | 9   | 15  | 17   | 26    |
| 18  | Cúcuta                 | 18    | 4  | 3   | 11  | 15  | 9    | 22    |

### Finalización Cuadrangulares

#### Finalización Cuadrangulares 1
| Data              | Mecz                                                                                          |
| ----------------- | --------------------------------------------------------------------------------------------- |
| 22 listopada 2008 | Independiente Medellín – Tolima Ibagué 2:1 Jackson Martínez 54, 86k – Rodrigo Marangoni 64k   |
| 22 listopada 2008 | Atlético Junior – Deportivo Cali 2:0 Martín Arzuaga 46, Jorge Díaz 60                         |
| 23 listopada 2008 | La Equidad Bogotá – Atlético Nacional 0:0                                                     |
| 23 listopada 2008 | América Cali – Deportivo Pereira 3:0 Harrison Otálvaro 15k, Víctor Cortés 56, Paulo Arango 90 |

#### Finalización Cuadrangulares 2
| Data              | Mecz |
| ----------------- | --- |
| 26 listopada 2008 | Deportivo Cali – América Cali 2:2 Fredy Montero 23, Elkin Dario Calle 79 – Gustavo Ramos 31, Paulo Arango 88                                |
| 26 listopada 2008 | Deportivo Pereira – Atlético Junior 3:2 Carlos Darwin Quintero 11, 25, Leandro Medina 50 – John Jairo Valencia 22, Roberto Carlos Cortés 71 |
| 27 listopada 2008 | Tolima Ibagué – La Equidad Bogotá 2:1 Jair Arrechea 63, 84 – Carlos Caicedo 50                                                              |
| 27 listopada 2008 | Atlético Nacional – Independiente Medellín 1:1 Luis Alberto Perea 68 – Iván Arturo Corredor Hurtado 70                                      |

#### Finalización Cuadrangulares 3
| Data              | Mecz |
| ----------------- | --- |
| 29 listopada 2008 | Deportivo Cali – Deportivo Pereira 3:0 Danny Aguilar 19, Fredy Montero 48, 63k                                                   |
| 29 listopada 2008 | Atlético Junior – América Cali 1:1 Háyder Palacio 19k – Paulo Arango 67                                                          |
| 30 listopada 2008 | Atlético Nacional – Tolima Ibagué 1:1 Walter Moreno 1 – Jair Arrechea 12                                                         |
| 30 listopada 2008 | La Equidad Bogotá – Independiente Medellín 2:3 Wilson Carpintero 23, Roberto Polo 41k – Jackson Martínez 5, 79, Juan Quintero 87 |

#### Finalización Cuadrangulares 4
| Data           | Mecz                                                                                            |
| -------------- | ----------------------------------------------------------------------------------------------- |
| 6 grudnia 2008 | Deportivo Pereira – Deportivo Cali 3:1 Carlos Darwin Quintero 20, 68k, 78 – Armando Carrillo 51 |
| 6 grudnia 2008 | América Cali – Atlético Junior 2:0 Wilmer Parra Cadena 20, Gustavo Ramos 60                     |
| 7 grudnia 2008 | Tolima Ibagué – Atlético Nacional 2:1 Jair Arrechea 7, Franco Arizala 81 – Giovanni Moreno 19   |
| 7 grudnia 2008 | Independiente Medellín – La Equidad Bogotá 1:0 Juan Guillermo Cuadrado 28                       |

#### Finalización Cuadrangulares 5
| Data            | Mecz |
| --------------- | --- |
| 10 grudnia 2008 | Independiente Medellín – Atlético Nacional 0:0                                                                            |
| 10 grudnia 2008 | La Equidad Bogotá – Tolima Ibagué 3:1 Wilson Carpintero 28, Jherson Cordoba 40, Diego Cochas 90 – Darío Alberto Bustos 45 |
| 10 grudnia 2008 | América Cali – Deportivo Cali 1:0 Gustavo Ramos 19k                                                                       |
| 10 grudnia 2008 | Atlético Junior – Deportivo Pereira 3:0 Teófilo Gutiérrez 15, Roberto Carlos Cortés 25, Luis Yanes 62                     |

#### Finalización Cuadrangulares 6
| Data            | Mecz |
| --------------- | --- |
| 14 grudnia 2008 | Atlético Nacional – La Equidad Bogotá 1:4 Carlos Rentería 17 – Álvaro Manga 27, 60, Roberto Polo 41, Wilson Carpintero 58                        |
| 14 grudnia 2008 | Tolima Ibagué – Independiente Medellín 4:1 Franco Arizala 2, Rodrigo Marangoni 39k, Franco Arizala 66, César Rivas 90 – Carlos Daniel Hidalgo 78 |
| 14 grudnia 2008 | Deportivo Pereira – América Cali 3:1 Fernando Cardenas 16, Francisco Antonio Córdoba 29, Juan Martín Parodi 42 – Fernando Cardenas 25s           |
| 14 grudnia 2008 | Deportivo Cali – Atlético Junior 2:1 Sergio Herrera 24, Diego Fernando Valdéz 29 – Martín Arzuaga 37                                             |

#### Tabele końcowe Finalización Cuadrangulares
| Poz | Klub                   | Mecze | Zw | Rem | Por | Pkt | BrZd | BrStr |
| --- | ---------------------- | ----- | -- | --- | --- | --- | ---- | ----- |
| 1   | Independiente Medellín | 6     | 3  | 2   | 1   | 11  | 8    | 8     |
| 2   | Tolima Ibagué          | 6     | 3  | 1   | 2   | 10  | 11   | 9     |
| 3   | La Equidad Bogotá      | 6     | 2  | 1   | 3   | 7   | 10   | 8     |
| 4   | Atlético Nacional      | 6     | 0  | 4   | 2   | 4   | 4    | 8     |

| Poz | Klub              | Mecze | Zw | Rem | Por | Pkt | BrZd | BrStr |
| --- | ----------------- | ----- | -- | --- | --- | --- | ---- | ----- |
| 1   | América Cali      | 6     | 3  | 2   | 1   | 11  | 10   | 6     |
| 2   | Deportivo Pereira | 6     | 3  | 0   | 3   | 9   | 9    | 13    |
| 3   | Atlético Junior   | 6     | 2  | 1   | 3   | 7   | 9    | 8     |
| 4   | Deportivo Cali    | 6     | 2  | 1   | 3   | 7   | 8    | 9     |

### Finalización Finalisima
Źródło: http://www.colombia.com/futbol/torneo_finalizacion/2008/f_anteriores.asp
| Independiente Medellín – América Cali 0:1 i 1:3 |
| 17 grudnia 2008 Medellín Estadio Atanasio Girardot (?) Independiente Medellín – América Cali 0:1 (0:0) Sędzia: Imer Machado Bramki: 0:1 Víctor Cortés 63 Corporación Deportiva Independiente Medellín (trener Santiago Escobar): Aldo Bobadilla – José Cuadrado, Daniel Sanabria, Andrés Ortiz, Jamell Ramos (90 Jaime Castrillón), Juan Carlos Quintero, John Restrepo (66 Iván Corredor), Danilson Córdona, Omar Sebastián Pérez, Diego Andrés Álvarez (61 Carlos Hidalgo), Jackson Quintero Corporación Deportiva América de Cali (trener Diego Umaña): Adrián Berbia – Iván Vélez, Jhon Viáfara, Pedro Tavima, Pablo Armero, Jaime Córdoba, Jhon Valencia, Paulo César Arango, Adrián Ramos, Víctor Cortés (81 José Otalvaro), Wilmer Parra (87 Wilson Morelos) |
| 21 grudnia 2008 Cali Estadio Olímpico Pascual Guerrero (?) América Cali – Independiente Medellín 3:1 (1:1) Sędzia: Óscar Julián Ruiz Bramki: 0:1 Diego Álvarez 17, 1:1 Adrián Ramos 26, 2:1 Jamell Ramos 61, 3:1 Jaime Córdoba 90 Corporación Deportiva América de Cali (trener Diego Umaña): Adrián Berbia – Iván Vélez (kapitan), Jong Harold Viáfara, Pedro Tavima, Pablo Armero, Paulo César Arango, Jhon Valencia, Jaime Córdoba, Adrián Ramos, Víctor Cortés (90 Carlos Valdés), Wilmer Parra (77 Harrison Otálvaro) Corporación Deportiva Independiente Medellín (trener Santiago Escobar): Aldo Bobadilla – Juan Guillermo Cuadrado (53 Jaime Castrillón), Daniel Sanabria, Andrés Felipe Ortíz, Jamell Ramos, Juan Carlos Quintero (76 Carlos Hidalgo), John Javier Restrepo, Danilson Córdoba, Omar Sebastián Pérez, Diego Álvarez (86 Iván Corredor), Jackson Martínez |

Mistrzem Kolumbii turnieju Finalización w roku 2008 został klub América Cali, natomiast wicemistrzem Kolumbii - klub Independiente Medellín.

## Reclasificación 2008
Klasyfikacja całego sezonu ligi kolumbijskiej - łączny dorobek klubów w turniejach Apertura i Finalización.
| Poz | Klub                   | Mecze | Zw | Rem | Por | Pkt | BrZd | BrStr |
| --- | ---------------------- | ----- | -- | --- | --- | --- | ---- | ----- |
| 1   | América Cali           | 52    | 25 | 12  | 15  | 87  | 86   | 58    |
| 2   | Independiente Medellín | 50    | 22 | 12  | 16  | 78  | 69   | 49    |
| 3   | La Equidad Bogotá      | 48    | 21 | 13  | 14  | 76  | 57   | 45    |
| 4   | Deportivo Cali         | 48    | 19 | 10  | 19  | 67  | 63   | 64    |
| 5   | Independiente Santa Fe | 42    | 18 | 10  | 14  | 64  | 49   | 41    |
| 6   | Boyacá Chicó Tunja     | 44    | 17 | 13  | 14  | 64  | 58   | 52    |
| 7   | Atlético Junior        | 42    | 19 | 5   | 18  | 62  | 57   | 50    |
| 8   | Tolima Ibagué          | 42    | 17 | 7   | 18  | 58  | 54   | 60    |
| 9   | Envigado               | 42    | 15 | 12  | 15  | 57  | 47   | 48    |
| 10  | Deportivo Pereira      | 42    | 16 | 9   | 17  | 57  | 53   | 66    |
| 11  | Atlético Nacional      | 42    | 16 | 8   | 18  | 56  | 40   | 46    |
| 12  | Millonarios FC         | 36    | 14 | 10  | 12  | 52  | 49   | 41    |
| 13  | Quindío Armenia        | 42    | 12 | 16  | 14  | 52  | 46   | 50    |
| 14  | Once Caldas            | 36    | 12 | 10  | 14  | 46  | 40   | 48    |
| 15  | Atlético Bucaramanga   | 36    | 12 | 9   | 15  | 45  | 33   | 47    |
| 16  | Cúcuta                 | 36    | 11 | 7   | 18  | 40  | 29   | 39    |
| 17  | Atlético Huila         | 36    | 8  | 14  | 14  | 38  | 42   | 51    |
| 18  | Deportivo Pasto        | 36    | 8  | 11  | 17  | 35  | 24   | 41    |

## Spadek do II ligi
O spadku z ligi decydował dorobek z całego sezonu. Bezpośrednio do II ligi spadł ostatni w tabeli sumarycznej klub Atlético Bucaramanga, natomiast klub Envigado musiał rozegrać mecze barażowe z wicemistrzem II ligi.
| Data            | Mecz                              |
| --------------- | --------------------------------- |
| 6 grudnia 2008  | Deportivo Rionegro – Envigado 0:1 |
| 13 grudnia 2008 | Envigado – Deportivo Rionegro 2:1 |

Klub Envigado utrzymał się w I lidze.
Do I ligi awansował mistrz II ligi, klub Real Cartagena.